# Kitaibela

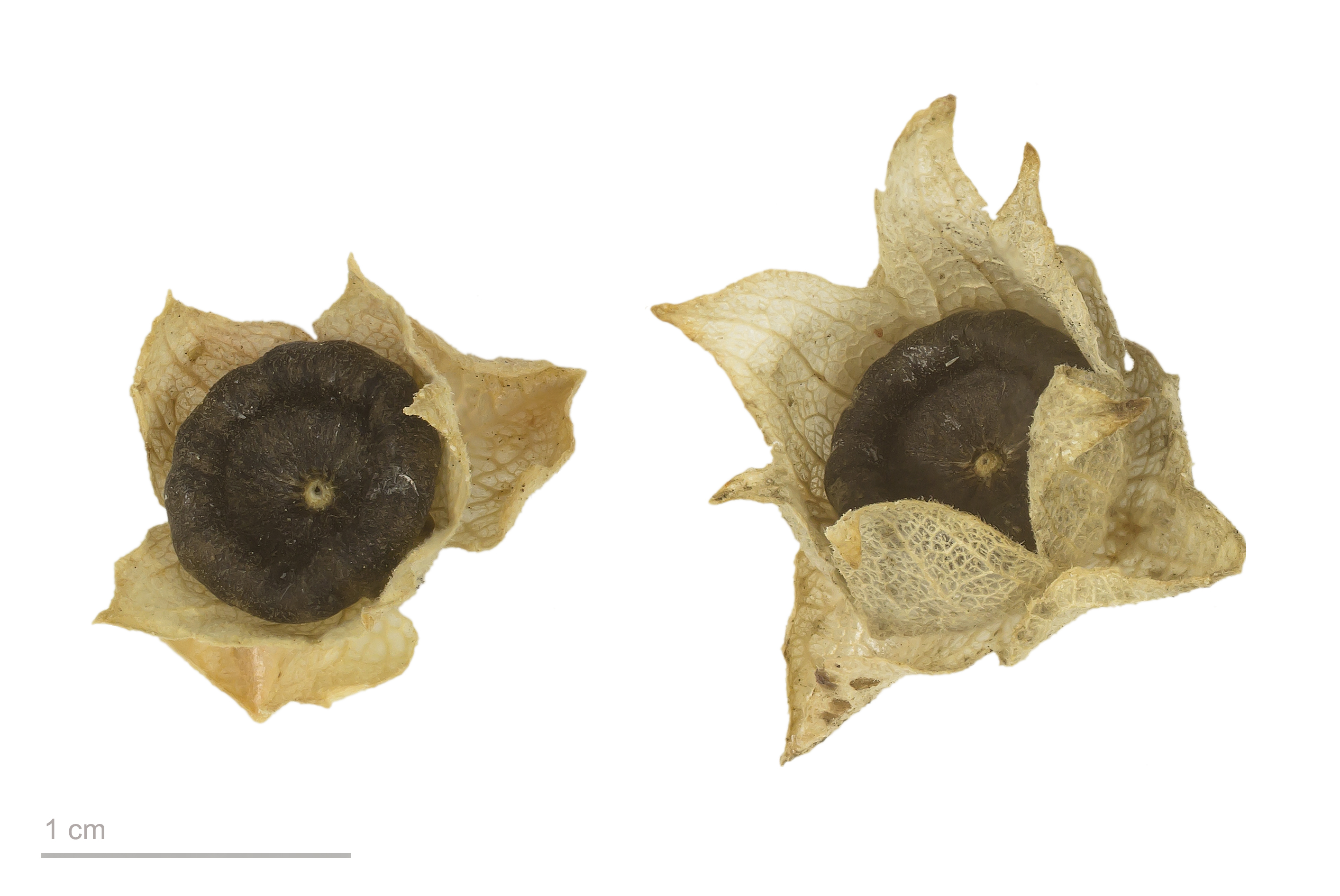
Kitaibela vitifolia - MHNT

Kitaibela es un género botánico monotípico de plantas con flores perteneciente a la familia  Malvaceae. Su única especie: Kitaibela vitifolia Willd., es originaria de Centroamérica. Fue descrito por Carl Ludwig Willdenow y publicado en Naturf. Freurde Berlin Neue Schriften 2: 107, en el año 1799.

## Sinonimia
- Kitaibela lindemuthii hort., Bon Jard. 1905:76. 1905.
- Malope vitifolia (Willd.) Hegi, Ill. Fl. Mittel-Eur. v. 1. 455 (1925), in obs.